# 赫梅利夫希納
48°20′10″N 28°12′3″E / 48.33611°N 28.20083°E
赫梅利夫希納（烏克蘭語：Хмелівщина），是烏克蘭的村落，位於該國西南部文尼察州，由莫希利夫-波季利斯基區負責管轄，始建於1700年，面積0.14平方公里，海拔高度163米，2001年人口27，人口密度每平方公里192.86人。